# Peace Pilgrim

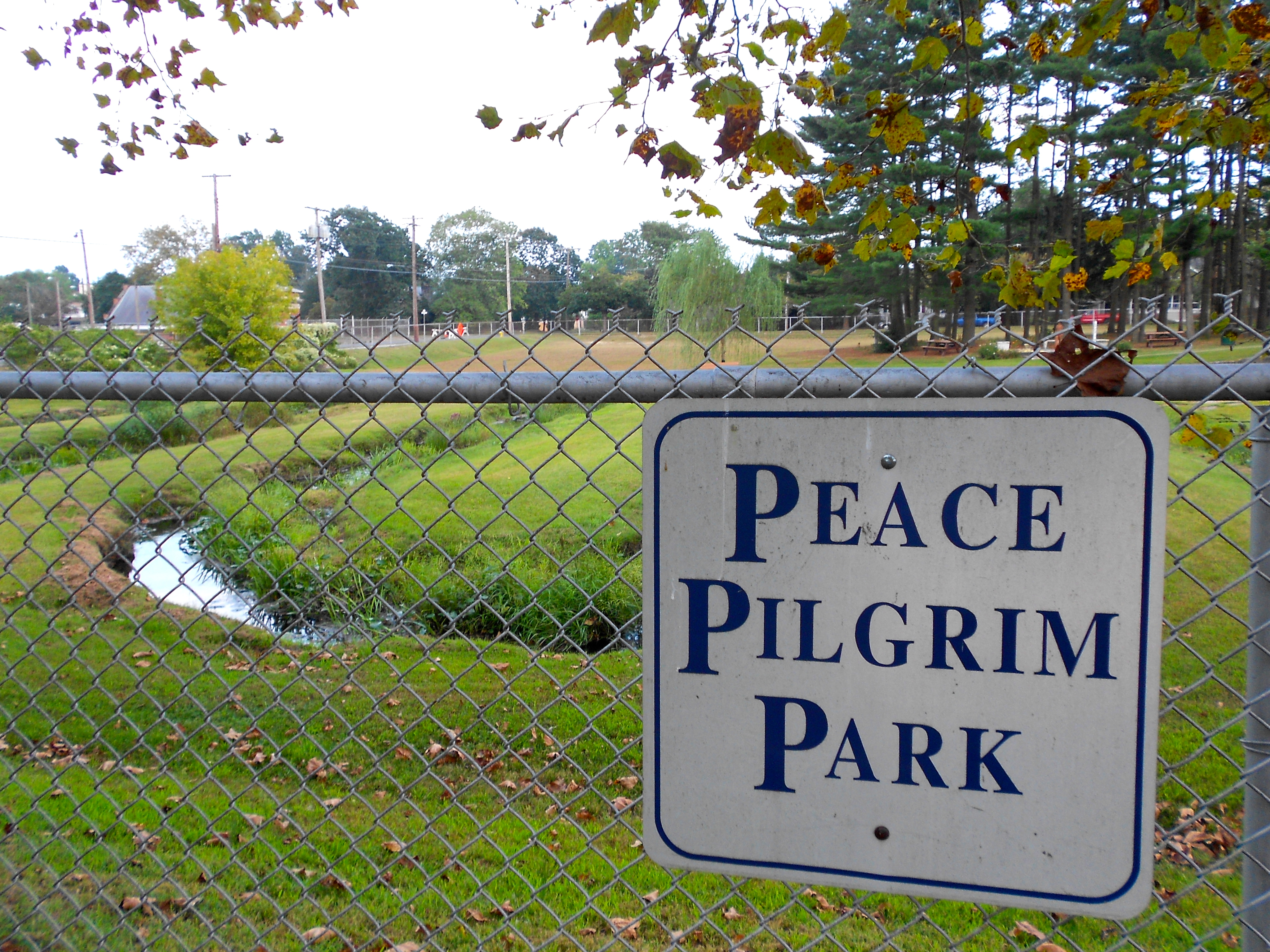
Park Peace Pilgrim v Egg Harbor City, Atlantic County, New Jersey

Peace Pilgrim (občanským jménem Mildred Norman; Mildred Lisette Norman) (18. července 1908, Egg Harbor City, Atlantic County, New Jersey – 7. července 1981, Knox, Center Township, Starke County, Indiana) byla duchovní učitelka, mystička, necírkevní mírová aktivistka (pacifistka) a vegetariánka. V roce 1952 byla první ženou, která (za jednu sezónu) prošla celou Appalačskou stezkou (Appalachian Trail). Od 1. ledna 1953 v Pasadeně (v americkém státě Kalifornie) začala sebe samu nazývat Peace Pilgrim (Pokojná Poutnice).  Následujících 28 let svého života věnovala putování po USA a Mexiku, nachodila desetitisíce kilometrů a během svého putování hovořila o míru s těmi, s nimiž se během cesty setkala. Zemřela v roce 1981, když byla právě na své sedmé cestě napříč Amerikou. Přepis rozhovoru z roku 1964 s Peace Pilgrim z vysílání v rádiu KPFK v Los Angeles v Kalifornii byl publikován jako „Kroky k vnitřnímu míru“ („Steps Toward Inner Peace“). A bylo to právě v roce 1964, kdy Peace Pilgrim přestala počítat kilometry, které nachodila „pro mír“. Její „počítadlo“ v té době ukazovalo více než 25 tisíc mil (tedy více než 40 tisíc kilometrů).

## Život

### Rodinný původ a mládí
Mildred Lisette Norman se narodila na drůbeží farmě v Egg Harbor City v americkém New Jersey v roce 1908, jako nejstarší ze tří dětí. Její matkou byla Josephine Marie Ranch (povoláním krejčová), jejím otcem byl Ernest Norman (povoláním tesař). Rodina byla sice chudá, ale oblíbená a to v komunitě německých přistěhovalců, kteří se v této oblasti usadili po odchodu z Německa v roce 1855. V roce 1933 Mildred Norman uprchla od rodiny s mužem jménem Stanley Ryder, v roce 1939 se oba přestěhovali do Filadelfie (v Pensylvánii), ale v roce 1946 se rozvedli.

### Putování
V knize Pokojná Poutnice: její život a dílo vlastními slovy (Peace Pilgrim: Her Life and Work in Her Own Words) uvedla, že její fyzická cesta začala poté, co po dlouhé době meditační praxe zažila „duchovní probuzení“, jež bylo přímým mystickým zážitkem lásky „tvůrce“ a že tato zkušenost byla pobídkou k zahájení jejího několik dekád trvajícího „putování pro mír“.
Aby se svět stal mírumilovným, musí se lidé stát mírumilovnějšími. Mezi zralými (vyspělými) lidmi by válka nebyla problém - byla by nemožná. Ve své nezralosti ale lidé chtějí zároveň jak mír, tak i věci, jež k válce vedou. Stejně jako vyrůstají děti, mohou se i lidé stávat vyspělejšími. Ano, naše instituce a naši vůdci odrážejí naši nezralost, ale jak se budeme stávat zralejšími, zvolíme lepší vůdce a vytvoříme lepší instituce. Vždy se nám vrací jedna věc, které si ale přejeme se vyhnout: a sice práce na vlastním sebezdokonalování.

Peace Pilgrim, „Pokojná Poutnice: její život a dílo vlastními slovy“, 
Její putování (trvající téměř tři dekády) začalo dne 1. ledna 1953 v Pasadeně v Kalifornii v době, kdy ještě probíhala Korejská válka (1950–1953) a během následujících 28 let svojí chůzí „překlenula“ jak období Války ve Vietnamu (1955–1975) tak i dobu několika let po jejím skončení. Peace Pilgrim byla častým řečníkem v kostelích, na univerzitách, v lokálních ale i v národních rozhlasových a televizních studiích.
Mildred Norman vyjadřovala své představy o míru a počínaje rokem 1953 začala vystupovat pod pseudonymem Peace Pilgrim. Jediným jejím majetkem, kterým na svých pěších cestách disponovala, bylo její oblečení (nosila je na zádech) a pár věcí, které měla v kapsách své modré tuniky (mikiny). Ta nesla na své přední straně výrazný nápis PEACE PILGRIM a na zadní straně pak motto 25 000 mil pěšky za mír (25,000 miles on foot for peace). Putovala bez jakékoliv organizační podpory a bez peněz aniž by prosila kohokoliv o jídlo či přístřeší. Před začátkem své pouti sama sobě složila slib, že bude putovat tak dlouho, dokud se lidstvo nenaučí nastoupit cestu míru a že půjde vždy tak dlouho, dokud jí někdo neposkytne útočiště (místo na přespání) nebo nenabídne nějaké jídlo (odhodlána se postít) a to aniž by o tyto služby výslovně osoby, jež potká, požádala. Na její cestě po různých místech ji pomáhali dobří lidé, zvali ji na přednášky a Peace Pilgrim poskytovala rozhovory, při nichž mluvila o svém mírovém poselství.
V době, kdy konala svoji sedmou pouť napříč Spojenými státy (dne 7. července 1981) byla Peace Pilgrim vezena na schůzku, kde měla promluvit. Blízko města Knox ve státě Indiana došlo k automobilové nehodě, při níž přišla o život. Po smrti Peace Pilgrim bylo její tělo zpopelněno a popel byl pohřben do země na rodinném pozemku poblíž Egg Harbor City v New Jersey.

## Odkaz
- Dobrovolná nezisková organizace Přátelé Pokojné Poutnice (Friends of Peace Pilgrim) se věnuje bezplatnému poskytování informací o životě a poselství Peace Pilgrim všem, kteří o to požádají. Od roku 1983 vydali a distribuovali přes 400 tisíc kopií knihy Pokojná Poutnice: její život a dílo vlastními slovy (Peace Pilgrim: Her Life and Work in Her Own Words) a více než 1,5 milionu kopií brožury Cesta k vnitřnímu míru (Steps Toward Inner Peace). Knihy a brožury byly zaslány do více než 100 zemí. Její kniha byla přeložena do 12 jazyků a její brožura do více než 20 jazyků.[9]
- V roce 2005 byl v jejím rodném městě Egg Harbor City v New Jersey vytvořen Park Pokojné Poutnice (Peace Pilgrim Park) a to v části areálu bývalého objektu Neutral Water Health Resort Sanitarium.
- Od roku 2007 se každoročně (ve dnech 20. září až 22. září) koná Oslava Pokojné Poutnice (Peace Pilgrim Celebration) a to jak ve výše uvedeném parku tak i na dalších místech po celém Egg Harbor City.[10]
- V roce 2017 byla Peace Pilgrim uvedena do síně slávy v New Jersey.[11]
- V roce 2017 byla Peace Pilgrim uvedena do síně slávy Appalačské stezky.[12]

## Ocenění
- 1992 – Cena „Mírového opatství“ za odvahu svědomí (Peace Abbey Courage of Conscience Award)[13]
- 2017 – Uvedení do Síně slávy v New Jersey
- 2017 – Síň slávy Appalačské stezky

## Publikační činnost
- 1964 – Kroky k vnitřnímu míru (Steps Toward Inner Peace)
- 1983 – Pokojná Poutnice: její život a dílo vlastními slovy (Peace Pilgrim, Her Life and Work in her Own Words)
- 1997 – Peace Pilgrim: The Spirit of Peace (Duch míru)
- 2000 – Peace Pilgrim: An American Sage Who Walked Her Talk (Americká žena–mudrc „Kdo kráčel její řečí“)